# 木村まこ
木村 まこ（きむら まこ、1987年6月22日 - ）は、日本の女性ローカルタレント、ディスクジョッキー。埼玉県生まれ、福岡県育ち。ワタナベエンターテインメント九州事業本部に所属していた。

## 人物
- 博多女子高等学校[1]、筑紫女学園大学卒業。
- 身長164cm。血液型はO型。本名は木村 真理子である[2]。
- 15歳の時に芸能活動を始めた[3]。主にRKB毎日放送やTVQ九州放送などへのレギュラー出演のほか、福岡県内でのイベントの司会、ファッションモデルなどとして活躍している。
- ローカルタレントとしての仕事と並行してディスクジョッキー「DJ MACO」としても活動している。「GIRLS BOOM BOX」では毎週ミキシングを披露していた。
- 2017年3月1日、ブログにて婚約および同年3月31日付での芸能界引退を発表[4][5]。その後6月1日に結婚した[6]。なお、4月1日以降もSNSの更新は続けている。

## エピソード
- 好きな食べ物は炊きたてのご飯で、好きな飲み物は緑茶[7]。
- 趣味は音楽鑑賞、人間観察、料理[8]。
- 筑紫女学園大学在学中、ミスキャンパスコンテストのグランプリに輝いている。
- 同学年のローカルタレントである植村友紀、中上真亜子らと仲が良い。

## 出演
【TV】
- キレ☆カワ女子部(TVQ九州放送)
- 情報Qスタイル(TVQ九州放送)
- 激PUSH!(TVQ九州放送)
- 週刊よかタイムス(TVQ九州放送)
- おとななテレビ(TVQ九州放送)
- ばりすごタイムス特番(TVQ九州放送)
- チャギハ!(RKB毎日放送)
- ふくおかクロニクル(RKB毎日放送)
- 今日感テレビ日曜版(RKB毎日放送)
- GIRLS BOOM BOX(RKBラジオ)2013年はVoicebook、2014年はMUSIC魂シリーズの1つとして放送。
- ももち浜ストア (TNCテレビ西日本)
- ドォーモ(KBC九州朝日放送)
- ナイトシャッフル(FBS福岡放送)

他多数

【CM】
1対1進学指導塾ネッツ
昭和建設
九州電力
うまたまご
ロイヤルアーク室見川ハウス
エステサロンカレン
ワンダフルモーニングショット
他多数

【model】
2011福岡アジアコレクションFACo
山田屋ブライダルショウ
グランドハイアット福岡ブライダルショウ
ホテルニューオータニ熊本ブライダルショウ
唐津シーサイドホテルブライダルショウ
ソラリアホテル専属ブライダルスチールモデル
ブライダル情報誌メロンスチールモデル
山田屋和装スチールモデル
昭和建設web広告スチールモデル
国際医療福祉大学大学スチールモデル
他多数

【MC】
宗像祭2023 eスポーツステージ
e-FUK WEEKEND 
B DASH CAMP 2022 2023 fall in FUKUOKA
福岡eスポーツフェスタ2022
海辺のカーニバル2022 福岡ボートレース
福岡クリスマスマーケットステージMC 2022
アサヒビール「グレフルマニア』新発売イベント
博多阪急 eスポーツイベント2020
中村隼人はやぶさ会ファンクラブイベント2020
三菱ケミカルグループ感謝祭2019
FASHION WEEK FUKUOKA 2015
他多数